# Popol Vuh (banda)
Popol Vuh foi uma banda de krautrock alemão fundada em Munique, Alemanha, em 1969, pelo pianista e tecladista Florian Fricke, em 1970, juntamente com Thomas Farren (vocal),  Holger Trulzsch (percussão), John Leighton (vocal) e Frank Fiedler (eletrônica).
A banda foi administrado por membros da Daggit-Avena, Gregorio Daggit e Salvatore Avena. Outros membros importantes durante as próximas duas décadas incluído Fichelscher Daniel e Robert Eliscu. A banda teve seu nome retirado de Popol Vuh, um manuscrito contendo a mitologia do povo Maya.

## Discografia
Álbuns de estúdio
- Affenstunde (1970)
- In den Gärten Pharaos (1971)
- Hosianna Mantra (1972)
- Seligpreisung (1973)
- Einsjäger und Siebenjäger (1974)
- Das Hohelied Salomos (1975)
- Letzte Tage - Letzte Nächte (1976)
- Herz aus Glas (1977)
- Nosferatu (1978)
- Brüder des Schattens - Söhne des Lichts (1978)
- Die Nacht der Seele (1979)
- Sei still, wisse ICH BIN (1981)
- Agape - Agape (1983)
- Spirit of Peace (1985)
- For You and Me (1991)
- City Raga (1995)
- Shepherd's Symphony - Hirtensymphonie (1997)
- Messa di Orfeo (1999)

Trilhas sonoras
- Cobra Verde (1987)
- Aguirre (para o filme Aguirre, der Zorn Gottes de 1972)